# Ladeliste
Eine Ladeliste bezeichnet in der Logistik ein Verzeichnis des Frachtguts. Ladelisten gehören zu den Warenbegleitpapieren während der Frachtzustellung. Im grenzüberschreitenden Verkehr bilden sie die Grundlage für die Zollabfertigung.
Als Manifestzustellung werden vom Importpunkt einzeln versendete Waren bezeichnet. Dazu werden die Einzelsendungen im Ursprungsland zusammengestellt und gesammelt einem Transportunternehmen übergeben. Üblicherweise wird vorab der Inhalt der Listen auf elektronischem Wege sowohl dem Zoll als auch dem mit der Vereinzelung beauftragten Logistikunternehmen im Zielland übermittelt.